# Bernard Cafferty
Bernard Cafferty (Blackburn, Lancashire, 27 de juny de 1934), és un mestre d'escacs, columnista, escriptor, editor de revistes i traductor —activitats que realitza vinculat al món dels escacs.

## Carrera escaquística
Cafferty fou un dels millors escaquistes anglesos durant les dècades dels 1950 i 1960, i estigué entre els deu millors el 1959 i 1960 (2b a l'antic sistema de classificació, que seria equivalent a 217-224 a l'actual sistema de classificació de la Federació Anglesa d'Escacs). Fou campió britànic Sub-18 (ex aequo) el 1952 i campió britànic Sub-21 el 1954. Fou campió britànic d'escacs per correspondència el 1959/60 i va guanyar el campionat britànic d'escacs llampec (deu segons per moviment) el 1964 (ex aequo), 1966, 1967, 1968 i 1969 i és l'únic jugador de la història que ha guanyat aquest títol en quatre ocasions consecutives. Va jugar al primer tauler per Warwickshire a la Final dels Comtats Anglesos de 1961, en la qual el seu equip va vèncer. Va participar en tots els Campionats de la Gran Bretanya en el període entre 1957 i 1971, i va guanyar Peter Clarke, Sir Stuart Milner-Barry i Gerald Abrahams en el seu debut. El seu millor resultat fou el 1964 quan va empatar al segon lloc amb tres altres jugadors, rere Michael Haygarth. Va assolir Elo màxim de 2440 (el juliol de 1971) i va representar Anglaterra internacionalment en diverses ocasions, tant en escacs sobre el tauler com en escacs per correspondència.
Originari de Blackburn, a Lancashire, va anar a la Universitat de Birmingham el 1951 i va residir als Midlands durant molts anys, primer com a estudiant i després com a mestre d'escola, ensenyant geografia, i, des de 1964, rus. El 1981 va mudar-se a Hastings per ocupar el lloc d'editor general de la British Chess Magazine. Va deixar el càrrec el 1991 però va restar com a editor associat de la revista fins al 2011. Fou columnista d'escacs del Sunday Times entre 1983 i 1997, i del Birmingham Evening Mail entre 1967 i 2002.
Cafferty ha estat durant molts anys conegut en el món dels escacs pel seu profund coneixement de (i apassionat interès en) la llengua russa i ha traduït diversos llibres del rus a l'anglès. Entre les seves traduccions hi ha Botvínnik's Best Games 1947-70 i l'autobiografia del campió del món soviètic (Achieving the Aim) així com compilacions de les millors partides de Mikhaïl Tal i Borís Spasski. Potser la més notable de les seves traduccions fou Think Like a Grandmaster d'Aleksandr Kótov, (Batsford, 1971), un llibre que sovint s'associa amb l'increment de la qualitat dels escacs de competició a la Gran Bretanya els 1970. Per a l'editorial 'The Chess Player' va traduir dos llibres de Lisitsin (extrets de la seva obra de 1958 Strategiya i Taktika Shakhmat) (ambdós de 1976) i Pawns in Action de Sokolsky (1976) i va coescriure (amb Tony Gillam) Chess with the Masters (1977).
A partir dels 1970 va esdevenir menys actiu com a jugador, però va fer de segon de Tony Miles quan Miles va guanyar el Campionat del món juvenil de 1974 a Manila, Filipines. Miles és l'únic britànic que ha guanyat aquest títol, (fins a 2013).
Va jugar durant molts anys representant el Hastings Chess Club, i en fou el president entre 1999 i 2009. Va guanyar el campionat del club el 1994 i el 2001 i també ex aequo el 1995 i 1996. Va guanyar el campionat d'escacs de Sussex els anys 1996 i 2003.